# East New York
East New York désigne un quartier résidentiel dans l'Est de l'arrondissement de Brooklyn, dans la ville de New York. 
À l'origine, le quartier a été fondé en tant que ville de New Lots dans les années 1650. Il est ensuite inclus en tant que quartier de la ville de Brooklyn en 1886 puis à la ville de New York lorsque Brooklyn y est intégrée en 1898. Depuis la fin du XXe siècle, le quartier est à majorité Afro-Américains et latinos.

## Histoire
C'est dans les années 1650 que des colons hollandais s'établissent à cet endroit, ce qui alors formait les villes de Flatbush, Bushwick et New Lots. Toute cette zone est cédée à l'empire britannique en 1664.
En 1835, un marchand du Connecticut John Pitkin achète un bout de terre au nord de New Lots pour y ouvrir une fabrique de chaussures sur ce qui est maintenant Williams Street et Pitkin Avenue. Il rebaptise l'endroit « East New-York » car situé à l'extrême est de New York.
En 1852, New Lots est cédée à la ville de Flatbush. C'est en 1886 que New Lots est intégrée comme le 26e quartier de Brooklyn puis à la ville de New York lorsque Brooklyn y est aussi intégrée.
Depuis la fin des années 1950, le quartier est connu comme l'un des plus dangereux de Brooklyn avec Brownsville. Le taux de criminalité est l'un des plus élevés de New York avec une population pauvre.

## Géographie
Le quartier est divisé en sous-quartiers :
- City Line
- New Lots
- Spring Creek
- Cypress Hills (à ne pas confondre avec Cypress Hills)
- Starrett City
- The Hole

## Personnalités du quartier
- AZ, rappeur
- Lloyd Blankfein, banquier d'affaires
- Steve Buscemi, acteur
- Lou Fine, dessinateur
- Sylvia Fine, chanteuse
- Martin Goldstein, mafieux
- John Gotti, mafieux
- Henry Hill, gangster
- Jeru the Damaja, rappeur
- Joe Kubert, dessinateur
- Clara Lemlich, syndicaliste
- Yaakov Litzman, rabbin
- Masta Killa, rappeur
- Angelo Ruggiero, mafieux
- Allie Sherman, footballeur américain
- Jerry Stiller, acteur